# Mitsubishi Materials
Mitsubishi Material K.K. (jap. 三菱マテリアル株式会社, Mitsubishi Materiaru Kabushiki kaisha, engl. Mitsubishi Materials Corporation) ist ein japanisches Unternehmen mit Firmensitz in Ōtemachi, Chiyoda, Tokio. Die Wurzeln der Mitsubishi Gruppe können auf das Jahr 1871 datiert werden und liegen im Bereich des Bergbaus. Mit der einsetzenden Industrialisierung im 20. Jahrhundert haben sich weitere Divisionen aus dem einstigen Montanunternehmen entwickelt. So das Hoch- und Tiefbauwesen, der Automobil- und Aircraft-Geschäftsbereich, der Bereich rund um elektronische Innovationen, Umwelt und Recycling, Aluminium- und Zementindustrie sowie letztlich mit 31,4 % Anteilen an allen Geschäftstätigkeiten die bedeutendste Division der Metallbearbeitung. Mitsubishi Material ist insbesondere für sein Siliciumcarbid-Hartmetall bekannt. Das Unternehmen ist weltweit in 19 Ländern tätig und beschäftigt etwa 23.000 Mitarbeiter, womit es zu den größten Japans zählt.

## Geschichte
Die Ursprünge von Mitsubishi können bis zu dem Jahr 1870 zurückverfolgt werden, als sein Gründer Yataro Iwasaki eine kleine Reederei aufbaute.
Während der nächsten Jahre wurden auch Betriebe an Land geschaffen, die Immobilienhandel betrieben und sich mit dem Abbau von Rohstoffen beschäftigten, um der steigenden Nachfrage von Japans damals aufkeimender Industrie nachzukommen. Die rasante Entwicklung der Bergbauindustrie und der 1920 gegründeten Mitsubishi Mining Company Ltd. ermöglichte den Erfolg für den Konzern der Mitsubishi Materials Gruppe, die sich am 21. Dezember 1990 aus Mitsubishi Metal und Mitsubishi Mining & Cement zusammenschloss.
Insgesamt umfasst die Geschäftstätigkeit der Mitsubishi Materials Corporation acht Bereiche. 
Die Metallbearbeitung, den Bereich Automobil und Luftfahrttechnik, Elektronik, Umwelt und Recycling, Aluminium Aufbewahrungsmittel, Energie sowie Schmuck & Gold.